# Kafr Latah
Kafr Latah (in arabo كفرلاته‎?, riportata anche nelle Kafar Latah o Kfarlatha) è un insediamento situato nel nord della Siria e amministrativamente compreso nel governatorato di Idlib. Collocata a sud di Idlib, si sviluppa nella sezione meridionale di una stretta valle. Tra le località più prossime si segnalano Ariha, immediatamente a nord-ovest, Maarbalit, a nord-est, Sarja e Shinan a sud, al-Rami a sud-ovest e Urum al-Jawz a ovest. Secondo l'Ufficio centrale di statistica della Siria, Kafr Latah aveva una popolazione di 4 231 abitanti nel censimento del 2004. Gli abitanti si dedicano perlopiù all'agricoltura e le loro abitazioni sono in cemento. Prima dello scoppio della guerra civile siriana, Kafr Latah godeva di una situazione economica stabile.